# Eosforite
La eosforite è un minerale.